# Dreifaltigkeitskapelle (Neuzelle)

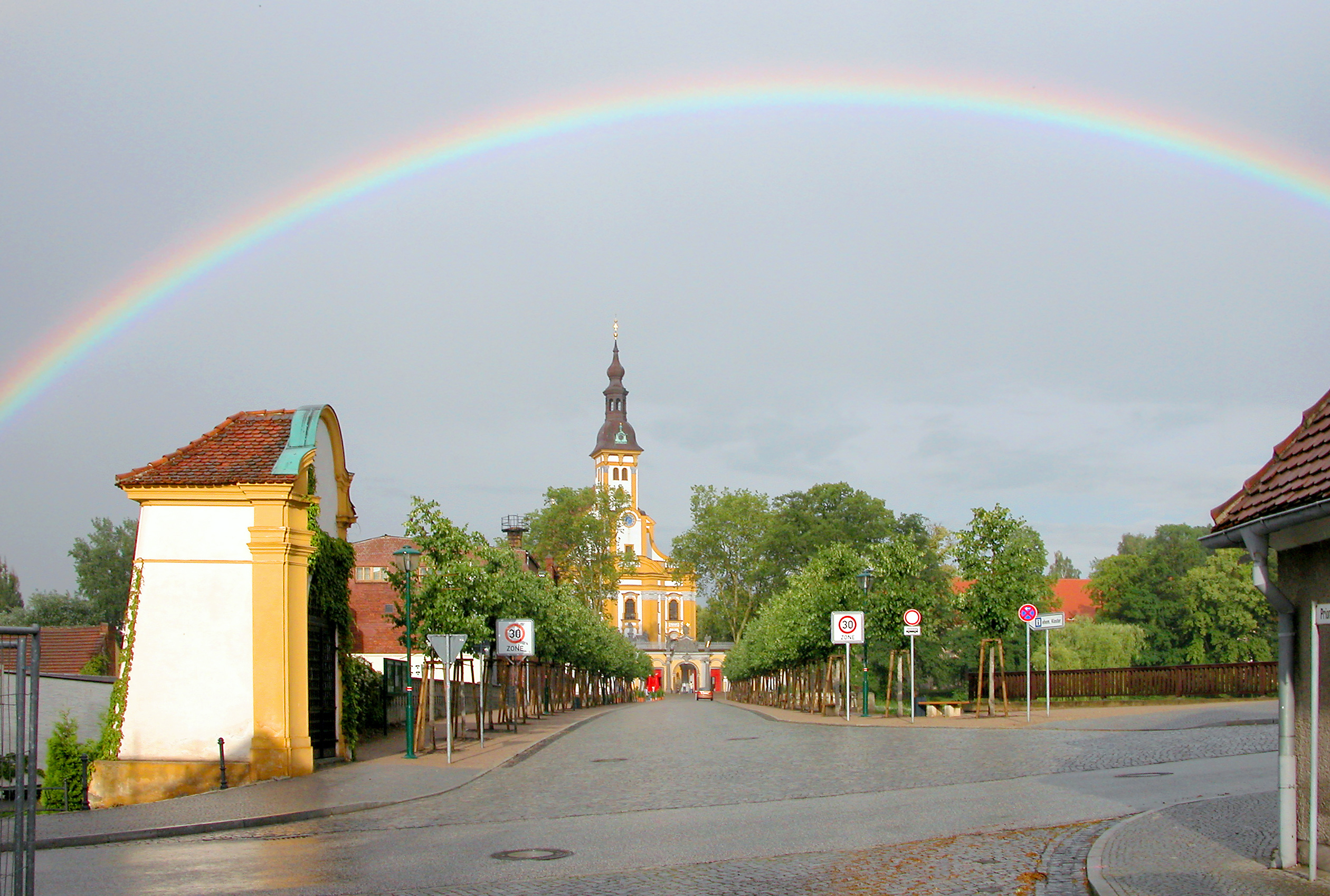
Dreifaltigkeitskapelle (links) an der Zufahrt zum Kloster

Die Dreifaltigkeitskapelle, auch genannt „schiefe Kapelle“, ist eine römisch-katholische Kapelle in Neuzelle. Sie gehört zum Bauensemble des Klosters Neuzelle und wurde auf dem Fundament einer früheren Kapelle um 1736 unter Abt Martinus zum Gedenken an die Neuzeller Märtyrer des 15. Jahrhunderts verändert neu aufgebaut. Das kleine Bauwerk steht seit den 1970er Jahren unter Denkmalschutz.

## Lage, kurze Geschichte und Beschreibung

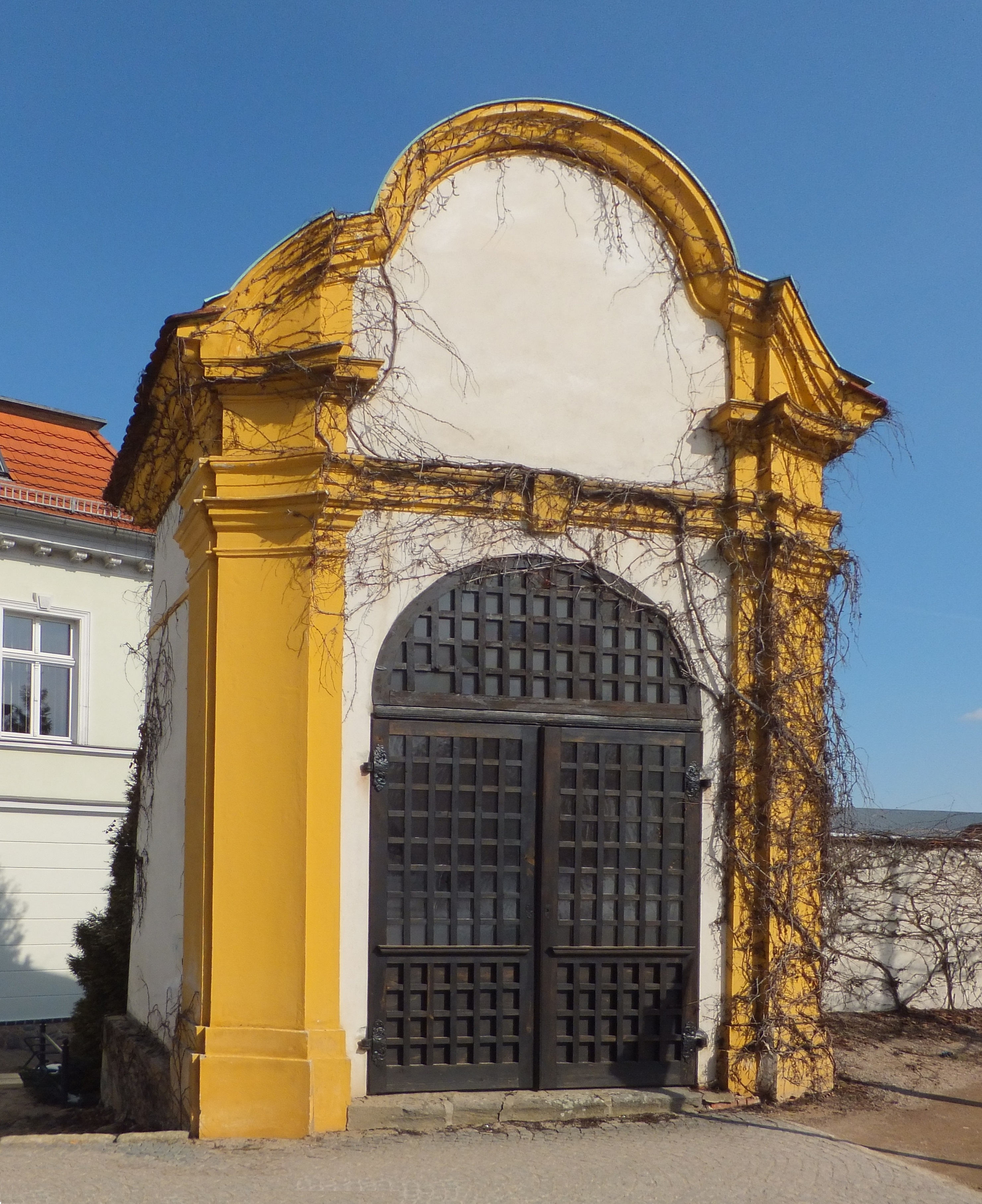
Vorderansicht

Die Kapelle befindet sich am Brauhausplatz, Ecke Bahnhofstraße. Der Brauhausplatz wurde zeitgleich mit dieser Kapelle als Klosterallee angelegt.
Die Kapelle ist ein kleiner, annähernd quadratischer Bau. Über dem Portal, das fast die gesamte Breite der Südwand einnimmt, steht ein Sprenggiebel mit halbkreisförmiger Bekrönung. Die Nordwand wurde wegen des dorthin abschüssigen Geländes schräg abgestützt, was dem Bau die Bezeichnung Schiefe Kapelle eintrug. Das Innere beherbergt einen spätgotischen Flügelaltar aus dem 15. Jahrhundert sowie eine Christussäule.
Seit den 1980er Jahren findet jährlich am Sonntag nach dem Gedenktag der Neuzeller Märtyrer, dem 10. September, eine Prozession zum Andenken an die ermordeten Mönche statt, die heutzutage von den Mönchen des Klosters Maria Friedenshort durchgeführt wird.